# Guardián y verdugo
Guardián y verdugo (Shepherds and Butchers en inglés) es una película dramática judicial de 2016 dirigida por Oliver Schmitz y protagonizada por Steve Coogan, Garion Dowds y Andrea Riseborough. Se estrenó el 12 de mayo de 2017.
En un marco histórico sumido en el Apartheid y la segregación racial, la película está basada en el suceso que ocurrió en 1987 en Pretoria, cuando Leon Labuchagne, un guardia de 17 años de edad de una prisión acribilló a disparos a siete personas. En la película se puede ver el transcurso del juicio de Leon, defendido por el abogado John Weber. Weber tiene un pensamiento contrario a condenar presos a la pena de muerte, por lo que una de las tramas de la película será la disyuntiva si es eficaz y ética la pena de muerte.

## Reparto
- Steve Coogan como John Weber, un abogado.
- Garion Dowds como Leon Labuschagne.
- Andrea Riseborough como Kathleen Marais, una fiscal del Estado.
- Robert Hobbs como Pierre De Villiers.
- Deon Lotz como el oficial Rautenbach.
- Brett Williams como una pareja del tenis.
- Carel Nel como Karel Niemand.
- Lauren Steyn como Liesl Weber.
- Matthew Dylan Roberts como el oficial de investigación.
- Marcel van Heerden como J. P. van Zyl.
- Nicola Hanekom como Dr. Schlebusch.
- Rob van Vuuren como el oficial médico de la prisión.
- Eduan van Jaarsveldt como Pedrie Wierda.
- Siya Mayola como un condenado.
- Sarah Potter como Antoinette Labuschagne.
- Justin Munitz como un detective.
- Julian Koberman como un guarda de prisioneros.
- Kabelo Bouga Chalatsane como un condenado.
- Jeandré Wentzel como un familiar del acusado.
- Margie Pankhurst como Mrs. Labuschagne.
- Patrick Lavisa como un condenado.
- Michael Richard.
- Jacques Theron como el acomodador de la pista.
- Pascual Wakefield como el hombre de las armas.
- Dewalt Du Preez como un guarda de prisioneros.
- Inge Beckmann como la hermana de John Weber.
- Brian Svosve como Isaiah.
- John Esterhuizen como Mr. Labuschagne.
- Dries Botha como un guarda de prisioneros.
- Mandisi Sindo como un condenado.
- Ricky Botsis como un guarda de prisiones.
- De Klerk Oelofse como Eben Christiaan Coetzee.
- Jennifer Pau como la madre de una víctima.
- Mbulelo Grootboom como un condenado.
- Kwezi Qika como un condenado.
- Andrew Sutherland como la voz del presentador del telediario.
- Peter Ravencroft como un pastor.
- Ingrid Newton.
- David Cannon como un guarda de prisioneros.
- Andre Henn como un asesor fiscal.
- Chris September como un verdugo.
- Gerhardus Boonzaaier como el sargento.
- Khomotso Manyaka como el protesta en la pista.
- Khayalethu Anthony como Makhandla.
- Petrus Du Preez como un verdugo
- Paul Harris como un guarda de prisioneros.
- Ronni Gadula como un condenado.
- Sylvia Mdunyelwa como Mr. Mokoena.
- Mbuelo Ntlanga como un condenado.
- Aaron Muchanyu como un condenado.
- Wayne Harrison como un asesor fiscal.
- Simon Matthew Greenwood como un guarda de prisioneros.
- Sylvester Sindane como un condenado.
- Myles Thomas.
- Nelly Madolo como la madre de una víctima.
- Mashudu Ramashotha como un condenado.
- Divan Van Tonder.
- Raven Swart como un guarda de prisioneros.
- Malibongwe Mqamelo como un condenado.
- Monelisi Magadla como un condenado.
- Nceba Mpiliswana como un condenado.
- Jay-Jay Botha como un guarda de prisioneros.

## Recepción
Yago García, de Cinemanía, ha votado media estrella de cinco, y ha comentado lo siguiente: La película (...) no se aclara sobre qué quiere ser (...) Un drama judicial sin fuste unido a un testimonio horripilante (...)

## Trama
La cinta, analiza un drama judicial que se fundamenta en 2 visiones, una general y otra más concreta. Por un lado, tenemos una disyuntiva entre la abolición de la pena de muerte en la Pretoria de finales de la Guerra Fría, con todo lo que ello requiere a nivel moral e histórico, y por otro, tenemos la defensa por parte del abogado John Weber a Leon, un joven de menos de 20 años que asesina en un tiroteo a 7 jóvenes negros. Es importante saber el color de piel de las víctimas, ya que se debe de poner en contexto con el apartheid y la segregación racial vivida en Sudáfrica. La línea cronológica principal, narra el proceso judicial de varios días a Leon Labuschagne, culpable real de la matanza. Weber por su parte, lejos de cubrir la culpa de su cliente, únicamente tratará de intentar que no sea sentenciado a muerte, que es un atributo por el que se le conoce dentro de la abogacía. En este intento, conocemos que la corta vida de Leon, la ha pasado como funcionario de prisiones desde los 17 años, huyendo de la guerra del arbusto o guerra de la frontera de Sudáfrica. Tan solo al segundo día de su llegada a las prisiones, debe escoltar a un prisionero al corredor de la muerte, donde vive realmente una experiencia traumática que le acompañará durante todos los días. Es en esta rutina, a lo largo de las distintas sesiones del juicio oral, donde podemos observar que Leo va narrando poco a poco (mediante el recurso cinematográfico de flashbacks) cómo tiene que cuidar a los prisioneros, convivir con ellos, leerles la Biblia, conocer a sus familias y, en última instancia, acompañarlos a la horca. Todo lo vivido e interrogado en las sesiones de juicio tanto por parte de la defensa, (Weber), como por la fiscal (Kathleen Marais), nos ayudan a comprender, qué paso la noche del asesinato de esos 7 jóvenes.

## Valoración histórica
Teniendo en cuenta todo lo anteriormente comentado, podemos concluir que Guardián y Verdugo es una película bien situada en su contexto histórico y temporal. Ignorando algunos detalles tales como la obligatoriedad del servicio militar para negros y blancos (sabiendo que apartheid podría sesgar quien debía ir a Angola o no), e ignorando si esto tiene que ver con características no mencionadas en la película (véase el nivel económico de Leon), se puede afirmar que tanto por los detalles que sí se mencionan, como por lo explícito de la cinta, es una película bastante fidedigna. El interés principal de Guardián y Verdugo, es mostrar la vivencia de un país que imparte justicia con la pena capital, los conflictos que esto presenta a la hora de democratizar efectivamente una sociedad, y la dureza de las cárceles de Pretoria (reincido en que es una Pretoria bajo un régimen de segregación racial). Si se tuviese que adscribir a un bando a esta película, bien se podría caer en el error de pensar que la película manifiesta su apoyo a la segregación racial, ya que Weber intenta salvar la vida de un servidor público del Apartheid y un blanco. Pero en definitiva, esto sería caer en un error, dado que por oposición, la película aboga por un grito de libertad (algo que defendió Nelson Mandela desde sus inicios en política), criticando a la facción segregadora encarnada por el jefe de los funcionarios de la prisión (el cual es duro, frío y no teme en quitar la vida de los prisioneros) y criticando de igual forma un sistema que fomenta la violencia institucional (sea esta o no hacia población negra). Hay un momento en la película, en el cual no se deja muy claro qué quiere decir el acusado Leon al interpelar directamente hacia un testigo (el que fuera su jefe durante los años en la prisión). En el mencionado momento le dice: “¿por qué no me lo dijiste?”. En este caso no se concreta ni mediante guion, ni visualmente si se refiere a un hecho concreto que ocurrió en la cárcel y que nunca se llega a explicar, o el propio momento de angustia de Leon por tener que recordar que debía acompañar a la horca a personas, con las que llegaba a empatizar y a ser, en definitiva, su guardián. En ese sentido la interpelación podría significar un reproche, llegando a dar por entendido que no sabía que tendría que desempeñar ese trabajo. En cualquier caso, no se llega a concretar. En general, el mensaje de la película es claro, la violencia no se resuelve con violencia (en este caso institucionalizada mediante la pena de muerte). La visión del mundo africano que nos otorga Guardián y Verdugo, es la de una Sudáfrica humana, sensibilizada y que busca la liberación. También es cierto que, por la propia naturaleza dramática de la película, se muestra a las madres de los asesinados por manos de Leon, con resistencia a la defensa del acusado (deseando que se pague con la misma moneda al asesino de sus hijos). En este sentido, no podemos tomarlo como referencia para mostrar un pueblo africano sádico ni revolucionario, sino con personas con conflictos de intereses y sobre todo, éticos. Finalmente creo se podría decir que no es una película que se centre tanto en el continente ni en el país en el que se desarrolla, sino que narra la trama (basada en hechos reales), apoyándose en un contexto. A pesar de ello, hay un instante, al finalizar la película, donde las madres de los asesinados cantan al unísono a la salida del juzgado, rodeadas por un cordón policial. Es posible que ese gesto haga referencia al carácter pacífico del ala no revolucionaria que estaba en contra de la segregación. En oposición a la violencia institucional, cánticos por la libertad.

## Premios y reconocimientos
Guardián y verdugo ganó el Premio del Público dentro de la sección Panorama del Festival Internacional de Cine de Berlín 2016 y ha sido seleccionada en el Festival Internacional de Cine de Shanghái, Festival de Cine de Sídney y Festival de Cine Internacional de Edimburgo.